# Kasteel van Fumel

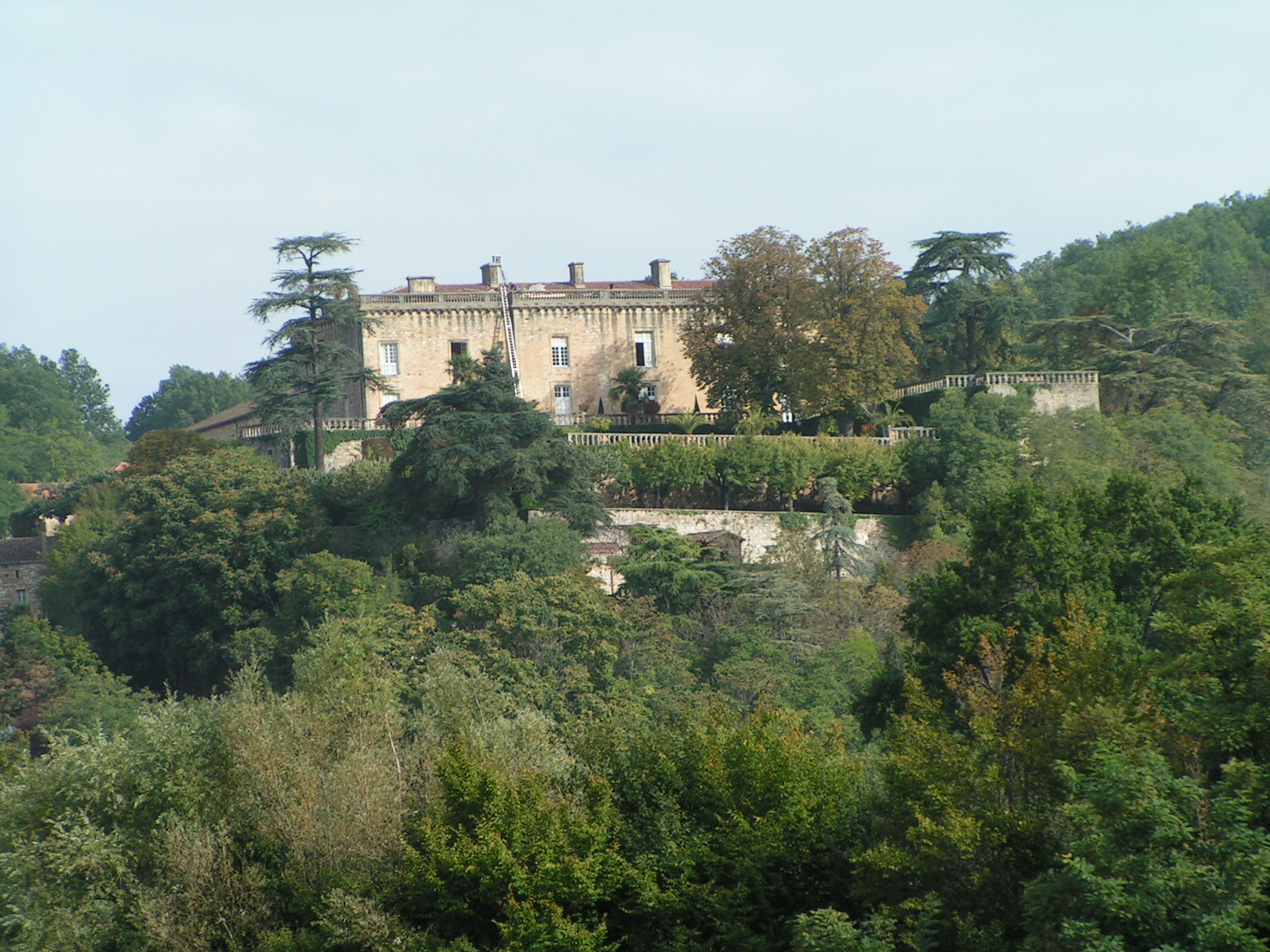
Het Kasteel van Fumel

Het Kasteel van Fumel (Frans: Château de Fumel) is een middeleeuws kasteel in Zuidwest-Frankrijk. Zowel het kasteel als de omringende tuin zijn historische monumenten.
Het kasteel werd gebouwd om te helpen bij de verdediging van de Lotvallei gedurende de Honderdjarige Oorlog. Sinds 1950 dient het als gemeentehuis van Fumel.
Er is weinig meer over van het oorspronkelijke gebouw, dat zwaar heeft geleden in de Honderdjarige Oorlog en in de vijftiende eeuw uitgebreid herbouwd is. Ook in de achttiende eeuw is het kasteel verbouwd, waarbij ook de tuinen en de terrassen aangelegd zijn.
Tijdens de Franse Revolutie zijn de torens van het kasteel kapotgeschoten totdat ze net zo laag waren als de rest van het kasteel.
De tuinen van het kasteel zijn gerestaureerd en bieden uitzicht over de Lotvallei en de daar gelegen rivier.